# Августин Міхал Стефан Радзейовський
Августин Міхал Стефан Радзейовський (у джерелах часто Міхал Стефан або Міхал) гербу Юноша (нар. 3 грудня 1645, Радзейовиці — пом. 13 жовтня 1705, Ґданськ) — римсько-католицький і державний діяч, дипломат Речі Посполитої; єпископ вармінський (1679–1688), кардинал (1686), архієпископ Ґнєзненський і примас Польщі та Литви (1688–1705); підканцлер коронний (1685–1689).

## Життєпис

### Ранні роки
Народився 3 грудня 1645 року в Радзейовицях. Був наймолодшим сином, на той час, старости ломжинського і кам'янського Єроніма Радзейовського та його другої дружини Євфрозини Євлалії Тарновської. Мати невдовзі після народження сина померла (11 грудня). Тому Міхал Стефан разом із старшими братом Станіславом і сестрою Анною були віддані на королівський двір, де виховувалися під опікою королеви Людвіки Марії, дружини спершу короля Владислава IV, а потім Яна Казимира.
Його батько, вступивши в конфлікт з королем Яном Казимиром, після засудження на баніцію й інфамію втік до Швеції. Там, заслуживши довіру короля Карла Густава, сприяв організації 1655 року нападу на Річ Посполиту (так званого «шведського потопу»). Зміг повернутися до Польщі лише 1662 року.
Міхал Стефан після втечі батька з країни, залишився під опікою дядька Миколая Казімєжа, який відправив його навчатися у колегіумах єзуїтських у Раві, потім у Парижі (бл. 1657) — або у Коллеж д'Аркур, або у Коллеж де Фремон. У 1660–1661 роках продовжив навчання у Празі, потім протягом 1662–1668 років вивчав теологію та філософію у Римі, де 1668 року прийняв посвячення священника.
Після цього Радзейовський повернувся до Польщі. Завдяки опіці та протекції свого двоюрідного дядька, гетьмана, а пізніше — короля, Яна Собєського, він потрапив до королівської канцелярії Михайла Корибута Вишневецького, де з 1672 року був секретарем королівським, одночасно став каноніком варшавським, 1672 року — ґнєзненським.
1673 року під час битви під Хотином був гетьманським капеланом, підтримував Яна Собєського. Після обрання останнього королем Радзейовський постійно перебував біля нього, виконував його доручення, був його найближчим соратником. Від 1676 року був каноніком катедральним краківським і пробстом колегіати Архангела Михаїла.

### Вармінський єпископ
17 грудня 1677 року король призначив Радзейовського єпископом вармінським. Але, проти цього призначення виступила вармінська капітула. 1678 року Міхал Стефан став каноніком вармінським, пізніше отримав індигенат прусський. Капітула формально обрала його єпископом лише 21 жовтня 1679 року, а 23 вересня 1680 року це обрання затвердив папа Інокентій XI. Цього ж року Радзейовський став генеральним пробстом у Мехуві та абатом комендаторійним у Сецехуві. 26 січня 1681 року його висвятив на єпископа краківський єпископ Ян Малаховський у колегіаті святого Яна у Варшаві. До Вармії він прибув восени того ж року, інгрес до катедри фромборської відбув 29 вересня.
У лютому 1680 року разом із канцлером коронним Яном Вельопольським Радзейовський їздив до Неймегена послом до французького посла маркіза Франсуа Ґастона де Бетюна. Увійшов до комісії щодо переговорів з послами Франції, Австрії, Папської держави та Бранденбургу щодо союзу проти Османської імперії.
Як вармінський єпископ 1682 року відновив ротонду костелу в Сточку Кляшторному, 1683 року відвідав католицьку парафію у Кенігсбергу, протягом 1683–1684 років був фундатором органу, а 1685 року — дзвіниці на соборній горі у катедрі фромборській, 1687 року освятив початок будівництва костелу у Сьвентій-Ліпці. Відновив і зміцнив оборонний замок у Крилові. Він також сприяв покращенню побуту католиків у Прусському герцогстві. Його значення як сенатора також постійно зростало.
На сеймі 1683 року він обстоював польсько-австрійський союз і став комісаром для переговорів з курфюрстом бранденбурзьким. Він, зокрема, був одним із сенаторів, які засідали в судовій комісії підскарбія великого коронного Яна Анджея Морштина і сприяв перемозі над антикоролівською опозицією.
Король, враховуючи всі заслуги Радзейовського, у травні 1685 року призначив його підканцлером коронним, уряд займав до 19 січня 1689 року.

### Кардинал і примас Польщі та Литви

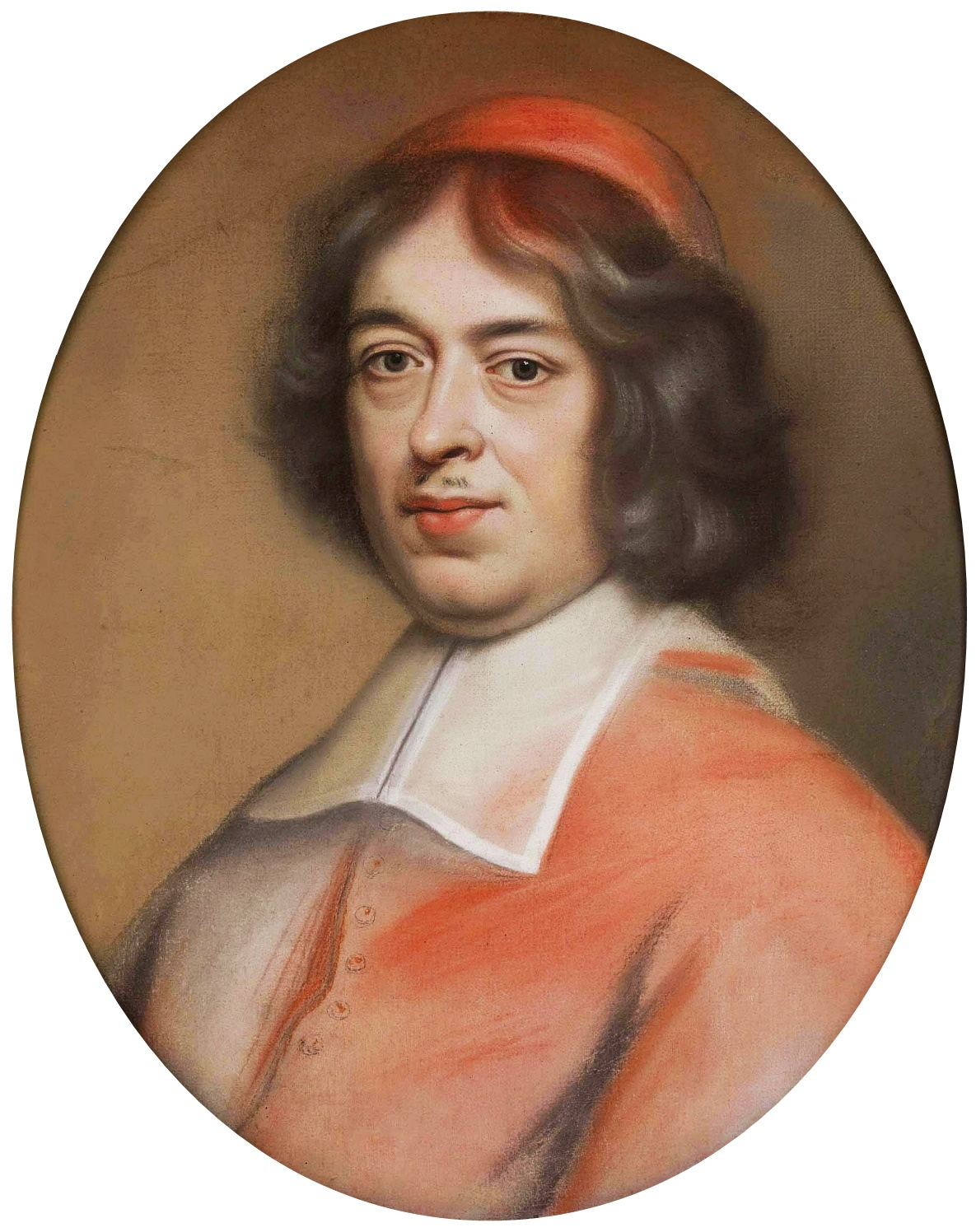
Портрет примаса Августина Міхала Стефана Радзейовського, імовірно, пастель авторства, 1695–1700

2 вересня 1686 року з рук папи Інокентія XI Міхал Радзейовський отримав титул кардинала-пресвітера, папський посланець А. Кузані вручив йому кардинальського капелюха у Криловському замку. Проте, він тепер почав вимагати для себе першого місця при дворі після короля. Щоб уникнути суперечок про гідність, 21 травня 1687 року король вирішив призначити Радзейовського архієпископом Ґнєзненським i примасом Польщі та Литви. Таким чином, як найстарший із гідністю сенатор, він фактично отримав перше, місце після короля у країні.
Номінація була схвалена папою 17 травня 1688 року. Однак, на відміну від часів правління у Вармії, у його діяльності архієпископом Ґнєзненським справи архідієцезії відійшли на другий план. Хоча Радзейовський був активним главою Польської Церкви, сам мало займався справами архієпископства, зосереджуючи більшість своєї енергії на політичній діяльності.
Після розкриття атеїзму Казимира Лищинського вимагав для нього смертної кари.
Незважаючи на отримання від короля найвищого сенаторського сану, їхні відносини з монархом не покращилися. Новий примас приєднався до опозиції, був одним із учасників антикоролівської змови, розкритої правителем 1688 року. Майже втративши все, він діяв обережно. Спочатку він навіть помирився з королем, але незабаром виявилося, що це була лише гра з його боку. Бачачи погіршення здоров'я монарха, Радзейовський почав готуватися до наближення міжкоролів'я. Він не виступав проти короля і підтримував деякі його політичні починання, наприклад відновлення співпраці зі Святою Лігою на початку 1690-х років, але його співпраця з королем не була повністю відновлена.
Поразка королівського походу на Молдавію 1691 року зміцнила позицію Радзейовського. Тому, коли виникла суперечка між великим гетьманом литовським і воєводою віленським Казимиром Яном Сапегою з прихильником короля, Віленським єпископом Костянтином Бжостовським, він віддав перевагу гетьману. Він також зняв прокляття, накладене єпископом на гетьмана 1694 року. Він намагався зберегти комфортну позицію арбітра, яка забезпечила б йому вирішальний вплив на події майбутніх виборів. Після смерті короля 17 червня 1696 року, вирішив підтримати кандидатуру старшого сина померлого монарха, Якуба Людвіка Собеського.

### Вибори короля

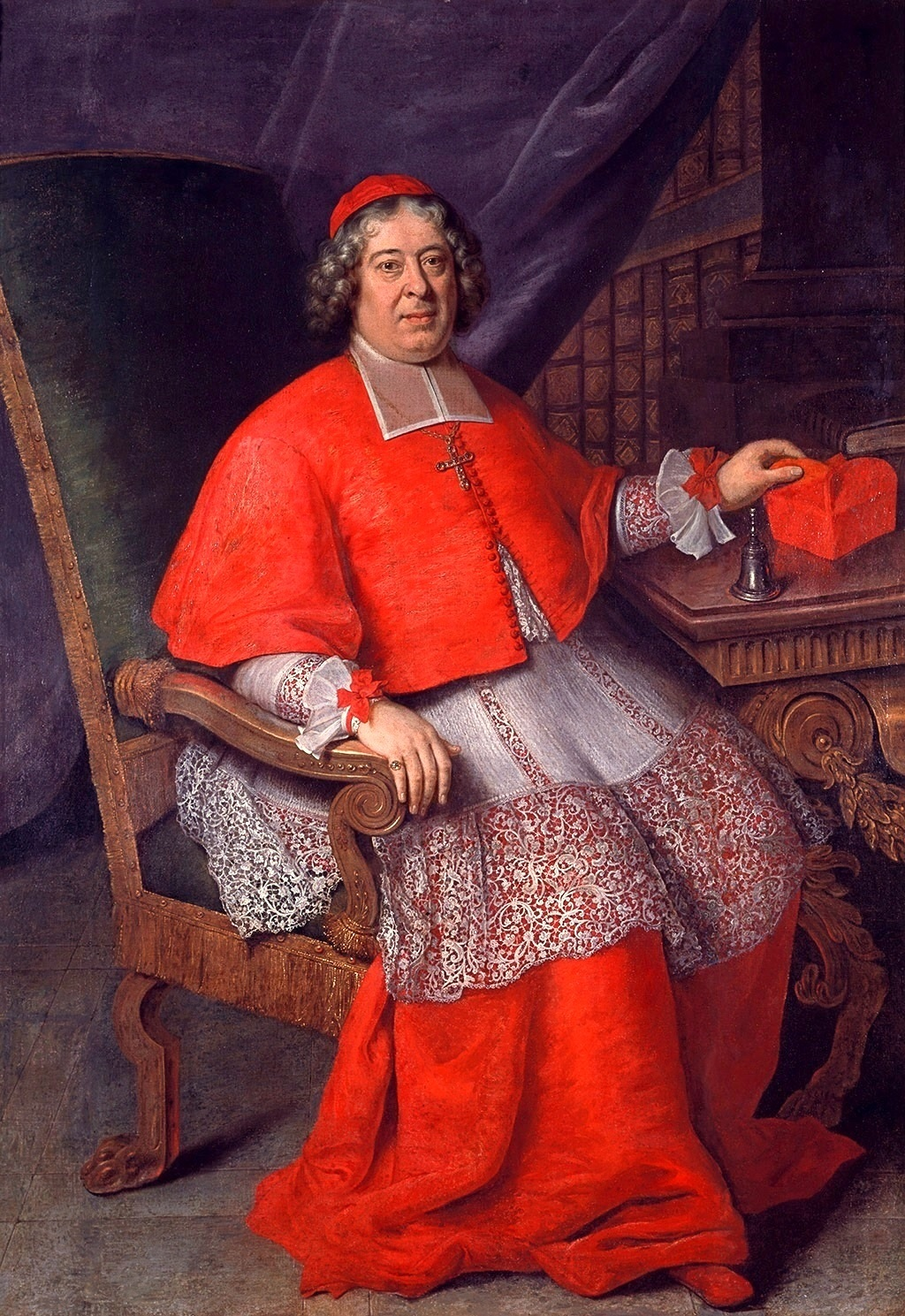
Портрет Міхала Стефана Радзейовського роботи, 1702

Після зірваного конвокаційного сейму 1696 року Радзейовський вступив 28 вересня до генеральної конфедерації. Непорозуміння у родині Собеських, особливо сварки князя Якуба з його матір'ю, королевою Марією Казимирою, щодо майна, залишеного померлим королем, і, як наслідок, падіння популярності родини Собеських серед шляхти, змусили Радзейовського як інтеррекса постипитися переконанням родини Любомирських та французького посла у Речі Посполитій Мельхіора де Поліньяка, і підтримати французьку кандидатуру принца Франсуа Луї Бурбон-Конті.
Радзейовський, завжди відданий Франції, швидко став незаперечним лідером партії контистів і 27 червня 1697 року призвів до обрання принца Конті королем Речі Посполитої більшістю голосів шляхти. Помилки, допущені ним при недооцінці інших кандидатів, а також нерішучість самого обранця, який на момент обрання ще перебував у Парижі, принесли перемогу супротивникам Конті, які того ж дня проголосили королем курфюрста Саксонського Фрідріха Августа.
5 липня 1697 року Радзейовський підписав у Варшаві оголошення про підтримку вільних виборів, яке скликало шляхту на сейм на захист порушених прав Речі Посполитої.

#### Правління Августа II Сильного
Швидкий приїзд курфюрста, його коронація в Кракові та прийняття влади під іменем Августа II, остаточно поховали можливість посідання престолу принцом Конті, який прибув до Ґданська лише 26 вересня. Радзейовський, однак, довго опирався визнанню нового короля. Після розколу виборів разом із прихильниками Конті він оголосив про повстання так званого ловицького рокошу, який підтримував французького обранця. Лише навесні наступного року він поступився, отримавши від нового монарха значну суму грошей і гарантовану участь в урядах. Однак їхня співпраця з королем не склалася.
Прагнення Августа II зміцнити владу та тиск у союзі з Московським царством і Данією до участі у Північної війни зі Швецією з метою здобуття Лівонії для династії Веттінів, спричинило новий конфлікт кардинала з королем. Поразки саксонської армії в Лівонії та вступ шведського короля Карла XII на територію Польщі, поставили Радзейовського у важке положення. Спочатку, намагаючись бути посередником між монархами, він намагався відвернути конфлікт, прагнучи водночас послабити неприязного йому Августа II. У січні 1702 року підписав акт пацифікації під час «Домашньої війни» у Великому князівстві Литовському. Спонуканий до співпраці шведським королем, він зрештою вирішив виступити проти Августа II, після того, як король публічно принизив його на Люблінському сеймі 1703 року, звинувативши у змові зі шведським правителем.
Уклавши союз зі шведами, Радзейовський став головою Великопольської конфедерації, яка незабаром була перейменована на Варшавську конфедерацію, метою якої було укласти мир зі шведами та обрати нового короля. Він намагався вплинути на Карла XII, щоб той посадив на польський престол принца Конті або принца Семигороду Ференца II Ракоці, чи іншого прихильного Франції кандидата. Коли ж після детронізації Августа II виявилося, що Карл XII не має наміру в усьому прислухатися до порад кардинала і сприяв обранню королем слухняного йому познанського воєводу Станіслава Лещинського, примас вирішив розірвати співпрацю зі шведами.
1704 року, рятуючись від військ Августа II з Варшави, Радзейовський знайшов притулок у Ґданську, звідки спостерігав за боротьбою між правителями, які шукали його підтримки. Папа Климент XI звинуватив Радзейовського у підтримці єретиків і зраді короля, а в середині 1705 року відсторонив кардинала від посади архієпископа. Примас відмовився коронувати Лещинського та спробував знову домовитися з Августом II, але смерть завадила йому здійснити цей намір. Наприкінці свого життя він став свідком краху своїх політичних планів і задумів, які передбачали боротьбу з Московським царством Петра I за втрачені землі на Сході. Він також стежив за розоренням роками накопиченого майна та боровся зі спробами Августа II позбавити його гідності примаса.

### Меценат

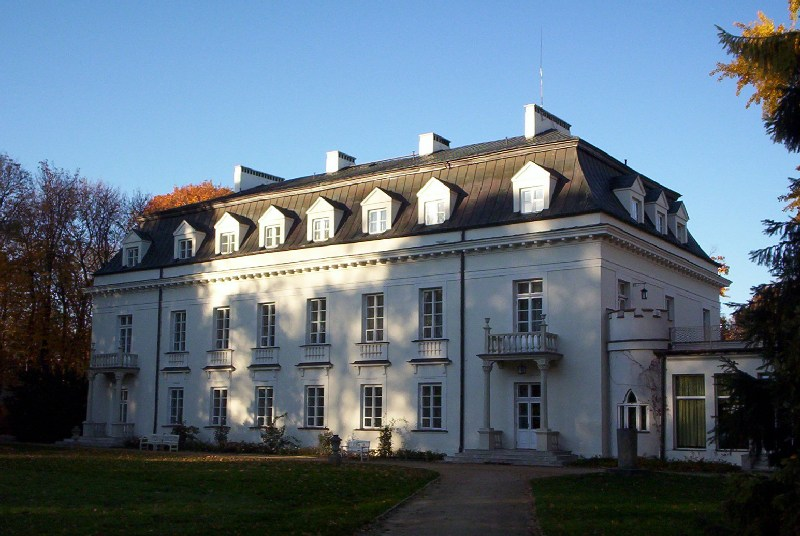
Палац у Радзейовицях

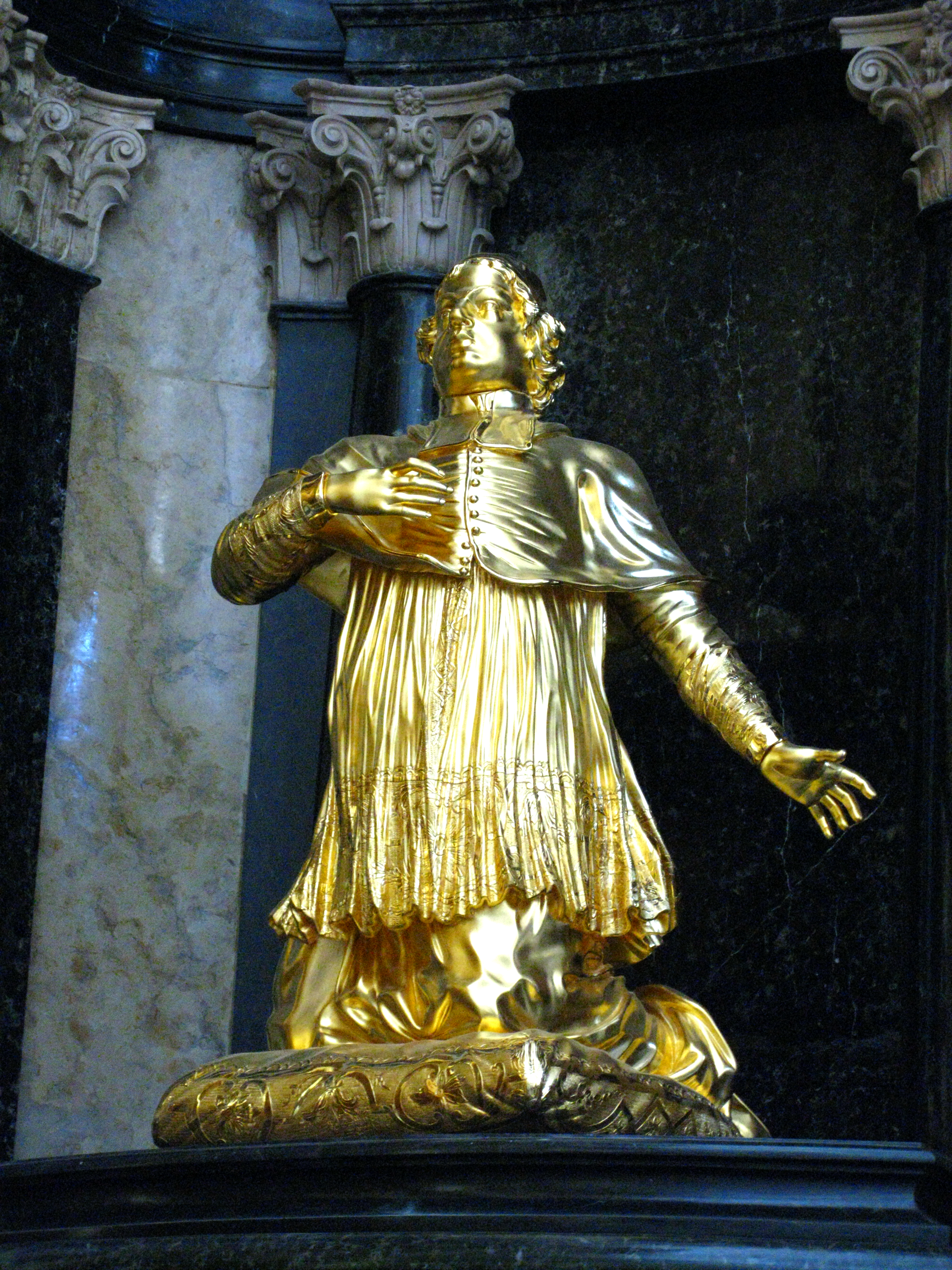
Надгробок примаса Радзейовського у базиліці Святого Хреста у Варшаві

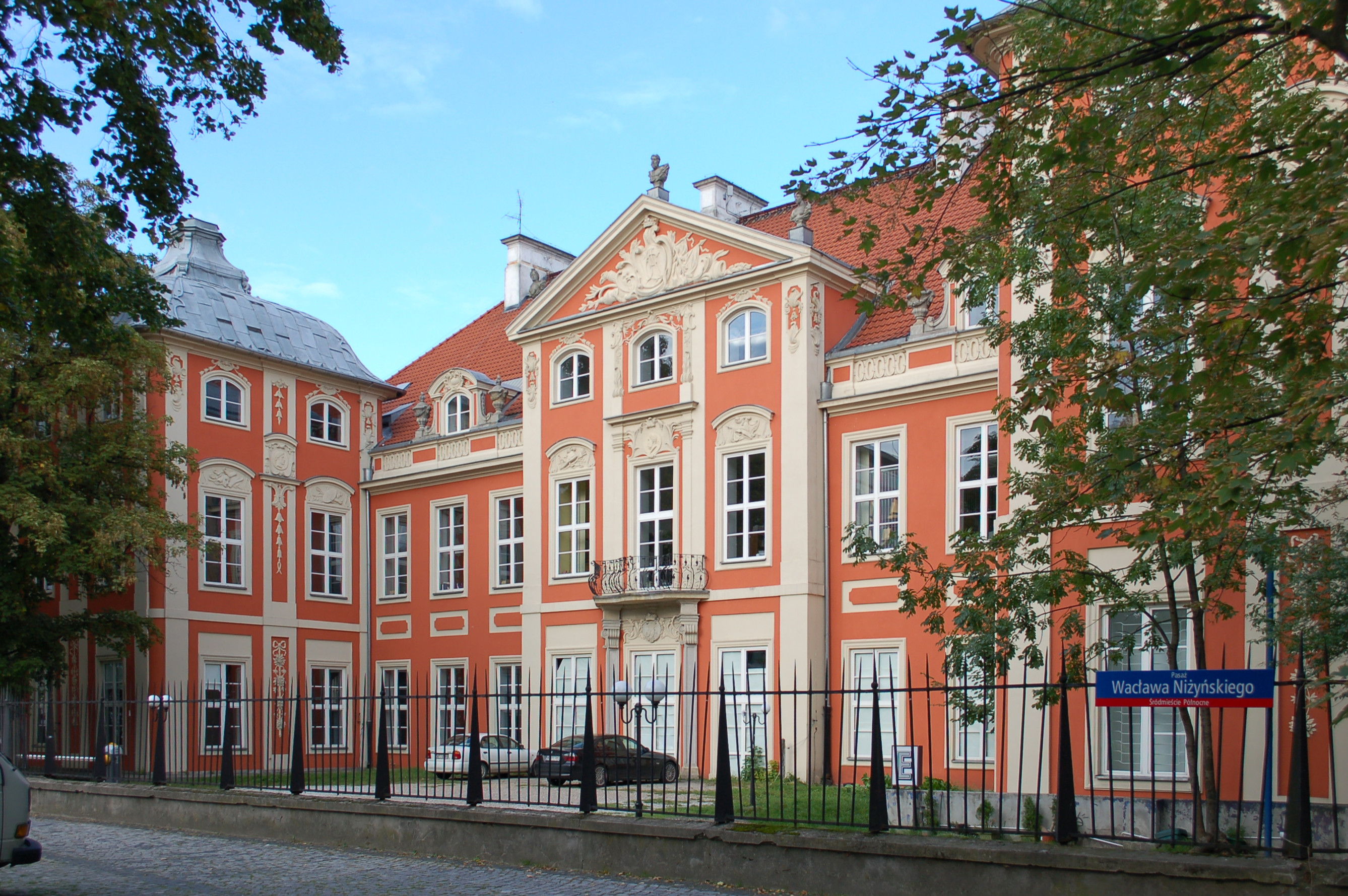
Резиденція примаса Радзейовського — Палац Чапських — нині головний корпус Академії мистецтв, проєкт Тильмана Ґамерського

Міхал Стефан Радзейовський був одним із найбільших із сучасних йому меценатів мистецтва епохи польського бароко. Він утримував розкішний маєток і наймав найкращих митців, які працювали в Польщі, таких як архітектор Тильман Ґамерський і художник Мікеланджело Палоні.
Був фундатором місіонерського кляштору з каплицею святого Карло Борромео у Ловичі, кляштору кармелітів у Варшаві, співзасновником костелу Святого Хреста у Варшаві, костелу піярів у Ловичі і багатьох інших об'єктів. Реставрував і перебудував замки і палаци в Ловичі, Унеюві, Скерневицях, Радзейовицях та палац примаса у Варшаві.
Він побудував палац у Неборові та приватну резиденцію у столиці (тепер — палац Чапських). Сучасники хвалили його за щедрість у релігійних і культурних цілях, ввічливість і готовність допомогти; ненавиділи за жадібність, і нещадність; критикували за те, що він підпав під вплив своєї двоюрідної сестри Констанції Товянської та захищав її родину, особливо сина Кшиштофа, який, за словами сучасників, міг бути його власним сином.
Навіть вороги його цінували як впливову людину, наділену харизмою та політичною чутливістю. Був знавцем мистецтва, цікавився музикою, живописом i архітектурою. Цінував французьке мистецтво. Він викупив і розширив свій родинний маєток у Радзейовицях, який успадкували його три племінники з родини Пражмовських гербу Беліна, сини сестри Анни та Войцеха Реміґіана Пражмовського.
Помер 11 чи 13 жовтня 1705 року у Ґданську, був похований у базиліці Святого Хреста у Варшаві, поруч із раніше ним створеним вівтарем святих Фелісіми та Женев'єви.